# بیمار صفر
بیمار صفر (به انگلیسی: Index case) به نخستین انسان بیماری گفته می‌شود که به بیماری ویروسی یا میکروبی آلوده می‌شود. اهمیت شناسایی بیمار صفر در این است که می‌تواند اطلاعات سودمندی دربارهٔ شیوه، مکان، و دلیل انتقال عامل بیماری‌زا به انسان در اختیار بگذارد. به افرادی که توانایی زیادی در پخش بیماری دارند «ابرپخش‌کننده» می‌گویند.

## ریشه نام
گزاره «بیمار صفر» خیلی اتفاقی و در جریان همه‌گیری ایدز ابداع شد. در اوایل دهه ۱۹۸۰ (میلادی) پژوهشگران مرکز کنترل و پیشگیری بیماری ایالات متحده آمریکا هنگام بررسی همه‌گیری بیماری ایدز در لس آنجلس و سان فرانسیسکو از حرف O برای اشاره به بیماران «خارج از ایالت کالیفرنیا» از جمله گاتان دوگاس استفاده کردند. اما دیگران به اشتباه فکر کردند که این حرف، عدد صفر است و اینگونه بود که گزاره «بیمار صفر» آغازین شد.

## نمونه‌ها
احتمالاً نخستین بیمار صفر شناخته‌شده در تاریخ ماری ملون بوده‌است. ماری ملون به عنوان آشپز در خانه ثروتمندان کار می‌کرد و در هر خانه‌ای که کار می‌کرد ساکنان آن به حصبه یا تب روده مبتلا می‌شدند. او نقش زیادی در همه‌گیری بیماری حصبه در نیویورک در سال ۱۹۰۶ داشت و به همین دلیل به «ماری حصبه» شناخته می‌شد و یا بیماری کرونا ویروس ۲۰۱۹ که بیماری منشأ یا صفر آن در شهر ووهان چین است. 